# Dimeryzacja starterów
Dimeryzacja starterów, parowanie starterów, żargonowo primer-dimer – potoczne określenie używane w biologii molekularnej odnoszące się do samoistnego (spowodowanego całkowitą lub częściową komplementarnością) tworzenia „dimerów” pary starterów w danej reakcji łańcuchowej polimerazy. Parowanie starterów tworzy dwuniciowy produkt (DNA) i tym samym uniemożliwia lub utrudnia poprawne oddziaływanie starterów z matrycowym DNA.
Dana para ma tendencję do tworzenia dimerów, gdy startery mają komplementarną sekwencję, i tendencja ta jest tym wyższa, im niższa jest temperatura hybrydyzacji (annealingu) i im dłuższa sekwencja komplementarna. Także użycie matryc TempliPhi podczas sekwencjonowania stosunkowo często powoduje, z nieznanej przyczyny, problem dimeryzacji.
Powstawanie dimerów starterów w trakcie łańcuchowej reakcji polimerazy zmniejsza jej wydajność, a także zwiększa liczbę produktów nieswoistych reakcji, gdyż sparowane z sobą startery stają się matrycą dla polimerazy DNA, konkurując w ten sposób z poprawnym matrycowym DNA. W skrajnych wypadkach może to zupełnie uniemożliwić poprawne przeprowadzenie reakcji. Komplikacja wykrywana jest podczas elektroforetycznego rozdzielania produktów reakcji w żelu – uzyskuje się słabo widoczne prążki dla swoistych produktów reakcji (lub nie otrzymuje się ich wcale) i dodatkowo prążek lub prążki dla produktów nieswoistych.
Rozwiązać problem może modyfikacja warunków temperaturowych reakcji, jednak czasem należy przeprojektować startery (zmienić ich sekwencję).